# Buceros rhinoceros
El cálao rinoceronte (Buceros rhinoceros) es una especie de ave bucerotiforme de la familia Bucerotidae propia de Sondalandia.

## Características
Es uno de los mayores cálaos existentes, sólo superado en tamaño por el cálao bicorne. Un adulto pesa entre 2 y 3 kilos. No hay un dimorfismo sexual evidente, pero los machos tienen el iris del ojo de color rojo y las hembras blanco. Puede vivir en cautividad más de 30 años.

## Hábitat y distribución
En libertad habitan en las selvas y bosques lluviosos tanto de llano como de montaña de Borneo, Java, Sumatra y la Península Malaya. Estas poblaciones se están reduciendo progresivamente a medida que se destruye su hábitat por los incendios y las talas masivas que sufren los bosques.

## Alimentación
Como la mayoría de cálaos, se alimenta principalmente de frutas, bayas, semillas, también captura insectos y pequeños vertebrados y ocasionalmente puede llegar a saquear nidos de otras especies.

## Subespecies
Se conocen tres subespecies de Buceros rhinoceros:
- Buceros rhinoceros rhinoceros Linnaeus, 1758 - tierras bajas del sur de la península Malaya y Sumatra.
- Buceros rhinoceros borneoensis Schlegel & Müller, S, 1840 - Borneo.
- Buceros rhinoceros silvestris Vieillot, 1816 - Java.